# Симпан-Катис
Симпан-Катис — район в Индонезии, в провинции Банка-Белитунг, в округе Центральная Банка. Население — 24 489 чел. (2010).

## География и климат
Симпан-Катис расположен в центральной части острова Банка. Ближайший крупный город — Панкалпинанг.
Климат в Симпан-Катисе очень тёплый и влажный.

## Административное деление и население
В состав кечаматана (района) входит ряд населённых пунктов:
| Населённый пункт | Население | Площадь, км² |
| ---------------- | --------- | ------------ |
| Симпан-Катис     | 2586      | 10,27        |
| Сункап           | 2031      | 20,43        |
| Терак            | н/д       | н/д          |
| Теру             | 2549      | 54,33        |
| Пупут            | 2181      | 38,18        |
| Пинан-Себатан    | н/д       | н/д          |
| Пасир-Гарам      | 1950      | 10,70        |
| Катис            | 1113      | 5,19         |
| Челуак           | н/д       | н/д          |
| Беруас           | 1947      | 19,86        |

Общая численность населения Симпан-Катиса составляет 24 489 человек.